# FC Lalenok United
O Futebol Clube Lalenok United é um clube de futebol de Díli, em Timor-Leste. Disputa, atualmente, o Campeonato Timorense de Futebol.

## História
Fundado em 2016, o clube foi promovido para a segunda divisão nacional no ano seguinte, em sua primeira participação na liga timorense.
Dois anos depois, em sua estreia na primeira divisão nacional, saiu-se vencedor do Campeonato Timorense de Futebol de 2019. Na mesma temporada, conquistou o título da Taça 12 de Novembro e a Supertaça timorense, sendo o primeiro clube na história a ganhar a tríplice coroa do país.
Em janeiro de 2020, o Lalenok tornou-se o primeiro clube timorense a participar oficialmente de um torneio continental asiático, a Copa da AFC, estreando contra o PSM Makassar da Indonésia.

## Participação em Competições

### Liga Futebol Amadora
- Campeonato Timorense de Futebol - Terceira Divisão de 2017: Vencedor (Promovido)
- Campeonato Timorense de Futebol - Segunda Divisão de 2018: Vice-campeão (Promovido)
- Campeonato Timorense de Futebol - Primeira Divisão de 2019: Campeão
- Campeonato Timorense de Futebol - Primeira Divisão de 2020-21: Em breve

### Taça 12 de Novembro
- Taça 12 de Novembro de 2018: Quartas de final
- Taça 12 de Novembro de 2019: Campeão

### Copa FFTL
- Copa FFTL de 2020: Campeão[5]

### Supertaça LFA
- 2019: Campeão

### Copa da AFC
- 2020: Eliminado na fase pré-grupos

## Elenco
Os seguintes atletas atuam no time principal:

## Treinadores
- 2018-2019: Yance Matmei[1]
- 2020-presente: Simón Pablo Elissetche Correa